# هورزلبرگ-هاینایش
هورزلبرگ-هاینایش (به آلمانی: Hörselberg-Hainich) یک شهر در آلمان است که در وارتبورگکرایس واقع شده‌است. هورزلبرگ-هاینایش ۶٬۶۶۴ نفر جمعیت دارد.